# Pointe Saint-Mathieu

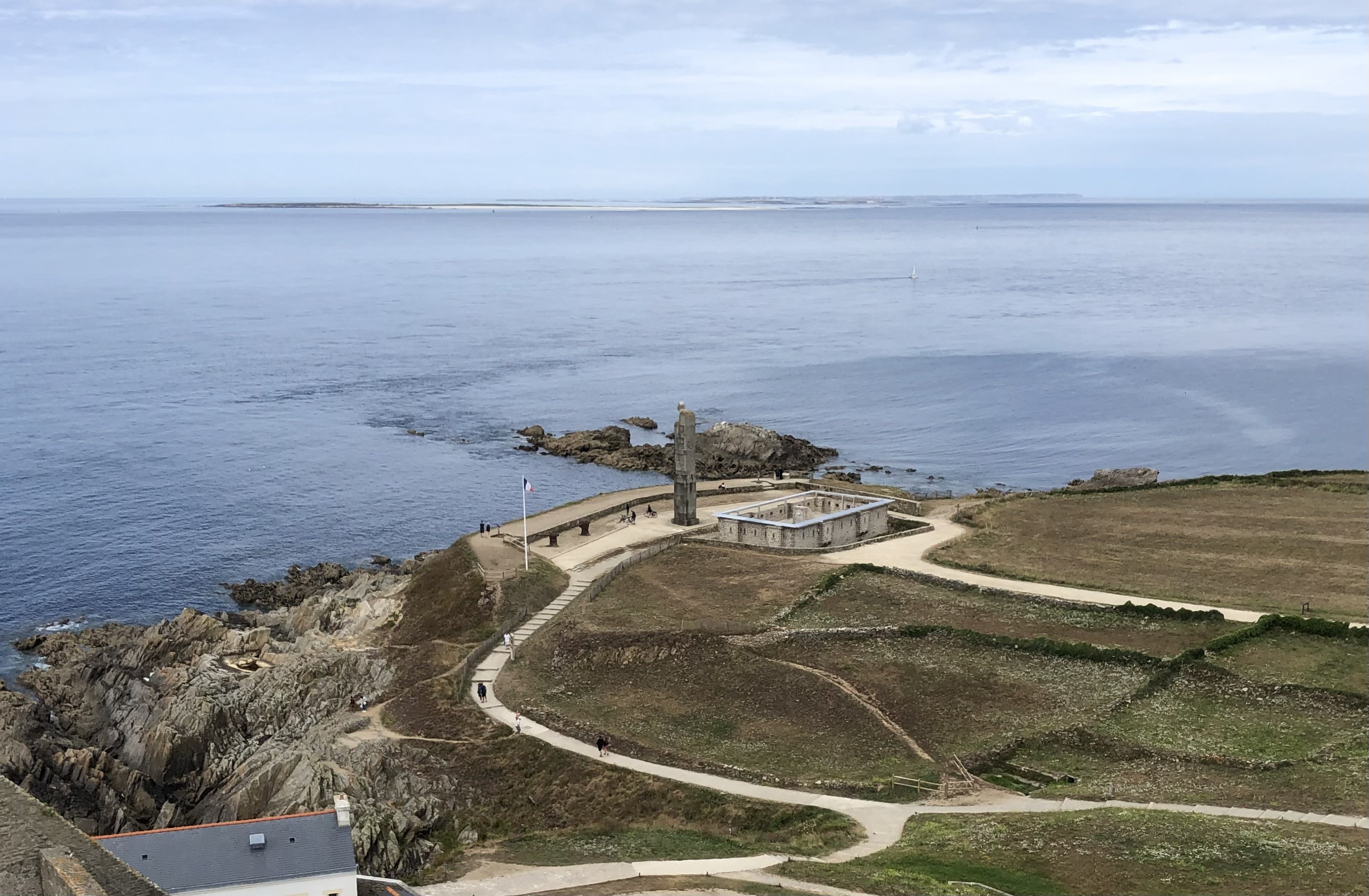
Blick vom Leuchtturm auf das Kap, 2022

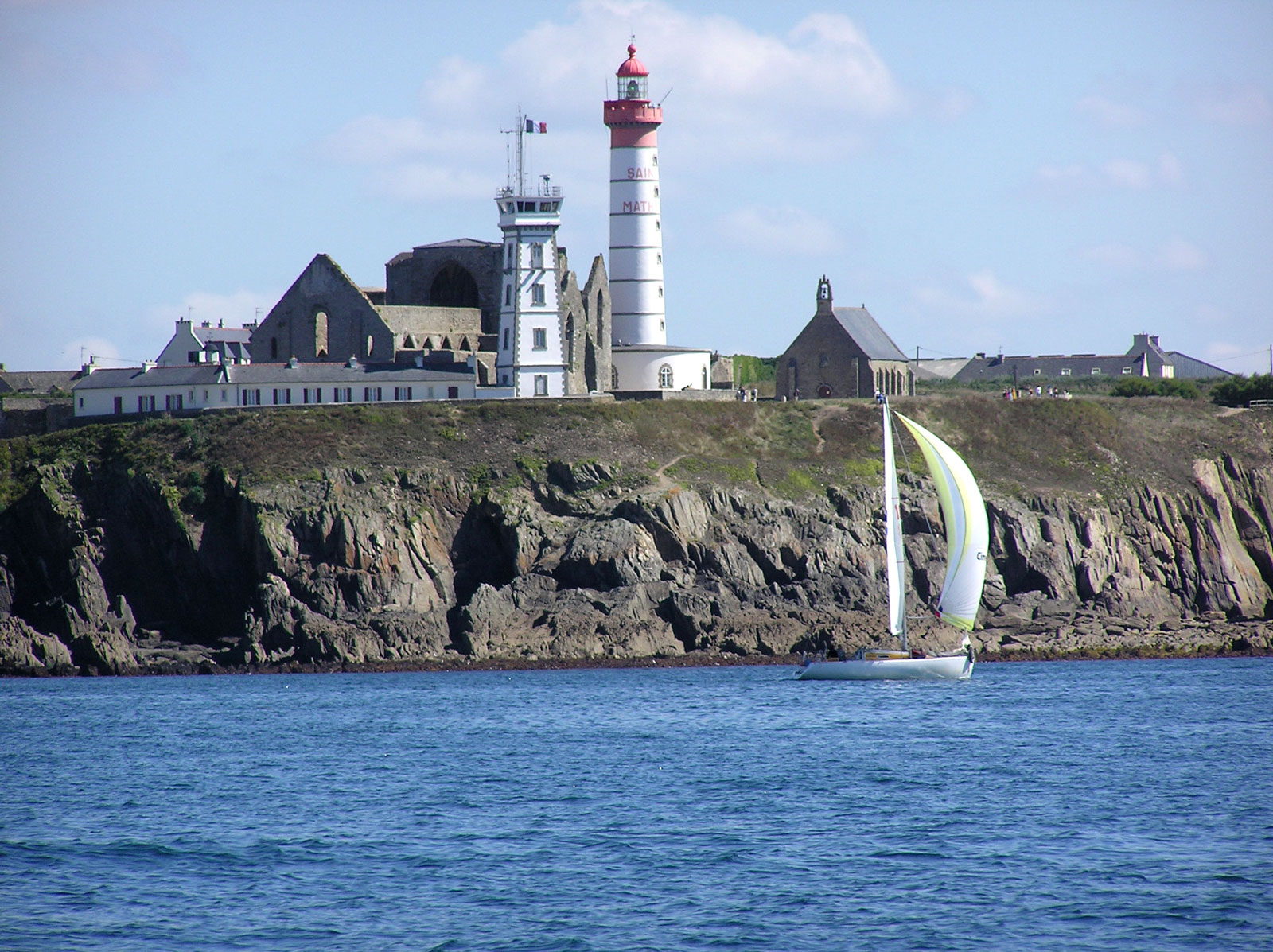
Blick von der Seeseite aus südwestlicher Richtung, auf dem Kap sind Leuchtturm, Sémaphore, Abteiruine und Kapelle zu erkennen

Pointe Saint-Mathieu (bretonisch Beg Lokmazhe) ist ein Kap in der Bretagne in Frankreich.
Das Kap befindet sich am westlichen Ende der Bretagne im Gebiet der Gemeinde Plougonvelin und ragt in die zur Keltischen See gehörenden Iroise. Es bildet den südlichsten Punkt der Küste Côte des Abers. Am Kap knickt die Küstenlinie nach Osten in Richtung Brest ab. Westlich vor dem Kap erstreckt sich das Seegebiet der Four-Passage, südlich und südöstlich die Meerenge von Brest und die Bucht von Brest. In dieser Richtung sind die Felsinseln Les Rospects vorgelagert. Das Kap selbst ist felsig, wobei die Felsen Höhen von bis zu 20 Metern erreichen.
Auf dem Kap liegt die Ortschaft Saint-Mathieu, der Leuchtturm Phare de Saint-Mathieu, das Sémaphore de la Pointe Saint-Mathieu sowie die Ruinen der Abtei Saint-Mathieu de Fine-Terre und die Kapelle Notre-Dame-de-Grâce. Unmittelbar an der Spitze des Kaps wurde mit dem Nationalen Denkmal der für Frankreich gefallenen Seeleute eine Gedenkstätte der französischen Marine eingerichtet.
Der Legende nach sollen Händler von León mit dem Leichnam des Apostels Matthäus am Kap durch ein Wunder vor einem Schiffbruch gerettet worden sein. Die Benennung der Abtei, des Orts und des Kaps geht auf diese Legende zurück.